# 56-те артилерійське командування
56-е артилерійське командування (англ. 56th Field Artillery Command) — командування Європейського театру воєнних дій з штаб-квартирою в Майнц-Кастелі (Німеччина), що відповідає за планування та координацію мультидоменного вогню й ефективну підтримку армії США в Європі та Африці (USAREUR-AF). Це командування знову відновлене восени 2021 року після розформування 30 червня 1991 р.

## Історія
Історія частини почалася у вересні 1942 року як 56-ї бригади берегової артилерійської дивізії. Незабаром після цього, у травні 1943 року, її перейменували в зенітну артилерійську бригаду. У цьому призначенні бригада двічі була нагороджена урядом Королівства Бельгії за дії щодо захисту гавані Антверпена.
Після другої світової війни підрозділ з незначною перервою з 1961 по 1963 роки залишався на дійсній службі у складі Сил швидкого реагування як 56-та артилерійська група та з 1970 року – як 56-а артилерійська бригада. В 1972 р. вона була реорганізована у 56-ту бригаду польової артилерії шляхом виведення підрозділів ППО в окрему частину. У 1983 році Армія США розгорнула у її складі три вогневі батальйони, озброєні ракетами Першинг-2. У 1986 році 56-та бригада польової артилерії була реорганізована у 56-е командування польової артилерії. 
Падіння Берлінської стіни та розпад Радянського Союзу в 1991 році. призвели до його розформування 30 червня 1991 року.
З початку реактивації командиром 56-го артилерійського командування призначений генерал Стів Мараніан (Stephen J. Maranian).